# Подобед, Иван Романович
Ива́н Рома́нович Подобе́д (1 ноября 1922, д. Ветухна, Гомельская губерния, РСФСР — 30 сентября 2010, Екатеринбург, Российская Федерация) — советский военачальник, заместитель командующего войсками Уральского военного округа (1974—1984), генерал-лейтенант танковых войск.

## Биография
Родился 1 ноября 1922 года в деревне Ветухна Климовичского уезда Гомельской губернии (в советское время — в составе Костюковичского района Могилёвской области, ныне — упразднена).
После окончания школы в октябре 1939 года был призван в армию. Во время Великой Отечественной войны участвовал в обороне Сталинграда, воевал на Юго-Западном и 1-м Украинском фронтах.
В 1956 году окончил Военную академию бронетанковых войск. С 1968 года служил в Группе советских войск в Германии на должности заместителя командующего армии. Готовил спецбатальон подводного вождения танков, впоследствии форсировавший Эльбу под водой. Был командиром 11-й гвардейской танковой дивизии. Генерал-майор танковых войск (21.02.1969).
В 1974—1984 годах — заместитель командующего войсками Уральского военного округа по боевой подготовке.
Уйдя в отставку в 1984 году, занялся ветеранской общественной работой:
- С 1985 года — в Свердловском областном Комитете ветеранов войны, а затем — в областном Совете ветеранов.
- В 1996—2006 годах — председатель Свердловского областного Совета ветеранов войны, труда, Вооружённых Сил и правоохранительных органов.
- С 2006 года — почётный председатель Свердловского областного Совета ветеранов войны, труда, Вооружённых Сил и правоохранительных органов.

Скончался 30 сентября 2010 года. Похоронен в Екатеринбурге на Широкореченском кладбище.

## Награды и звания
- Два ордена Красного Знамени;
- орден Отечественной войны I степени (06.04.1985)[2];
- два ордена Красной Звезды;
- орден «За службу Родине в Вооружённых Силах СССР» III степени;
- орден МНР;
- 25 медалей, в том числе медаль «За боевые заслуги» (15.11.1950)[3].
- Почётный гражданин Свердловской области

## Фильмография
- 1980 — Главный конструктор — консультант фильма.